# Jaume Bayó i Font
Jaume Bayó i Font (Barcelona, 1873 - abril de 1961) fou un arquitecte català, conegut per les seves col·laboracions amb Antoni Gaudí i Domènech i Muntaner.
Era fill de Domènec Bayo i Dausa i de Maria Font i Mogas. Es va casar amb Rosa Samsó i Jacas. Una de les seves filles era la bibliotecària Carmina Bayó.
Es va formar a l'Escola d'Arquitectura de Barcelona, on es va llicenciar el 1900 i més tard en va ser catedràtic. Va col·laborar en la construcció d'edificis tan destacats com la Casa Batlló i La Pedrera.
Entre les seves obres pròpies destaca la Casa Baurier, de 1910, al carrer Iradier, 5 de Barcelona i la casa Muci Bayó i Dausa al carrer Viladomat, 169.

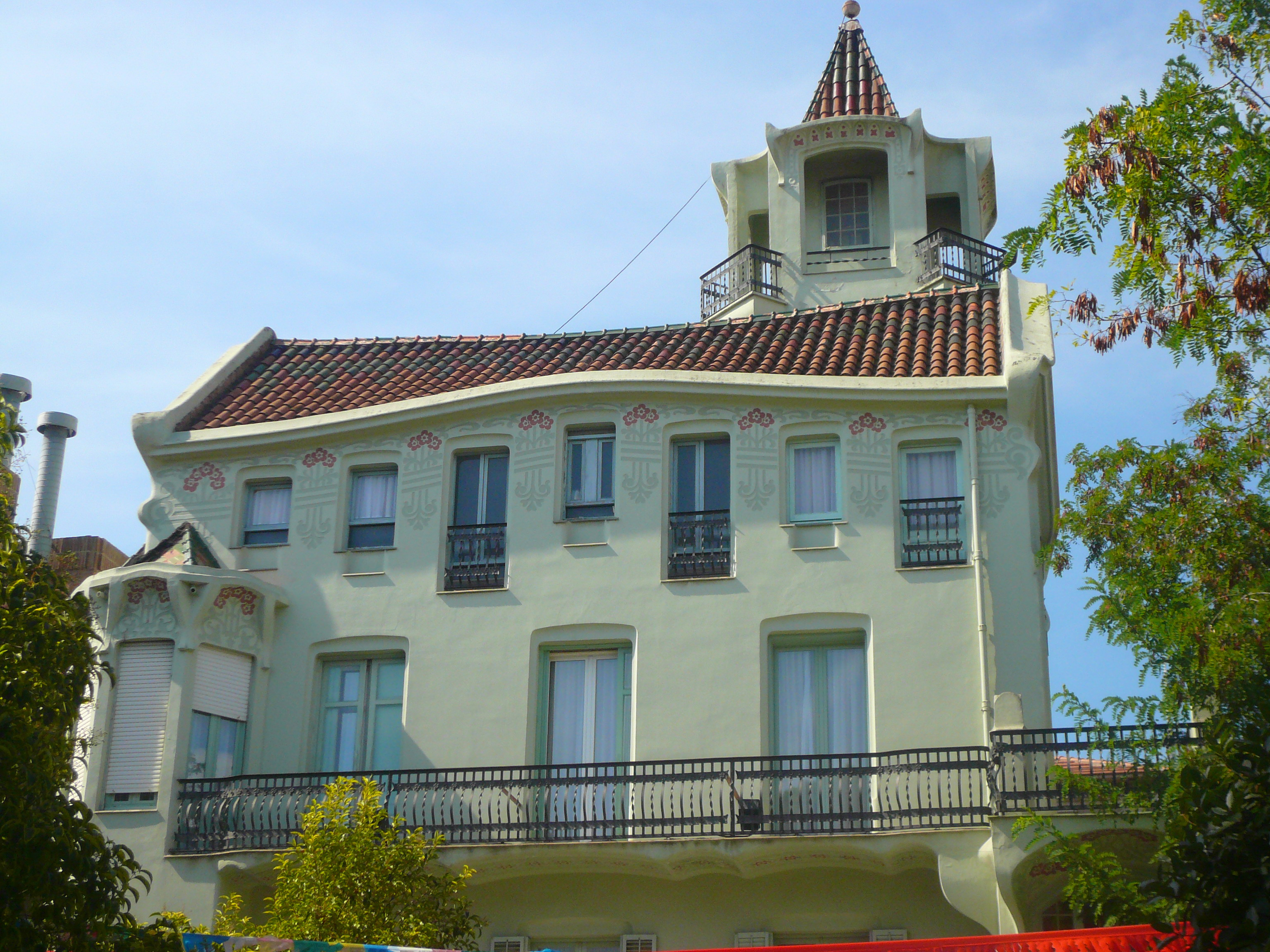
Casa Baurier i Jardí
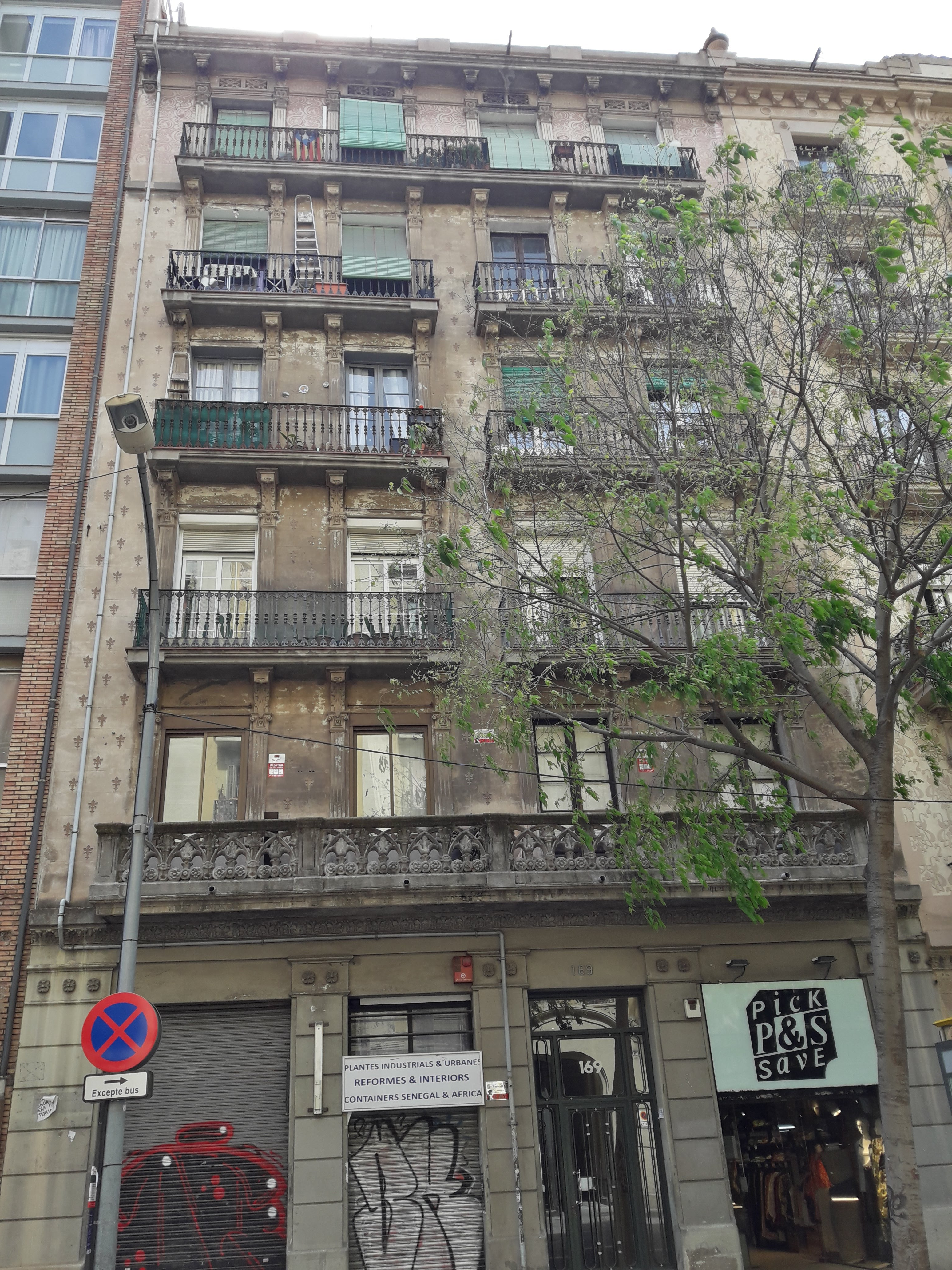
Casa Muci Bayó i Dausa